# Webber (Familienname)
Webber (frühneuenglisch für ‚Weber‘) ist ein ursprünglich berufsbezogener englischer Familienname.

## Namensträger
- Amos R. Webber (1852–1948), US-amerikanischer Politiker
- Andrew Lloyd Webber (* 1948), britischer Komponist
- Angela Webber (1954–2007), australische Autorin, Produzentin und Comedian
- Anna Webber (* 1984), kanadische Jazzmusikerin
- Bonnie Webber (* 1946), britisch-amerikanische Informatikerin und Hochschullehrerin
- Bryan Webber (* 1943), britischer Physiker
- Chris Webber (* 1973), US-amerikanischer Basketballspieler
- Daniel Webber (* 1988), australischer Schauspieler
- Diane Webber (Pseudonym: Marguerite Empey; 1932–2008), US-amerikanisches Model, Tänzerin und Schauspielerin
- Dyan Webber (* 1966), US-amerikanische Leichtathletin
- E. Richard Webber (* 1942), US-amerikanischer Jurist
- George Webber (Kameramann) (1876–1967), kanadisch-amerikanischer Kameramann
- George Webber (Leichtathlet) (1895–1950), britischer Leichtathlet
- George W. Webber (1825–1900), US-amerikanischer Politiker
- Henry Webber (1754–1826), britischer Bildhauer und Designer
- Herbert John Webber (1865–1946), US-amerikanischer Botaniker
- Jay Webber Seaver (1855–1915), US-amerikanischer Mediziner
- Jessica Webber, britische Schauspielerin
- John Webber (1751–1793), britischer Maler und Zeichner
- John Webber (Musiker) (* 1965), US-amerikanischer Jazzmusiker
- Julian Lloyd Webber (* 1951), britischer Cellist
- Logan Webber (* 1995), US-amerikanischer Beachvolleyballspieler
- Mark Webber (Politikwissenschaftler) (* 1964), britischer Politikwissenschaftler
- Mark Webber (Musiker) (* 1970), britischer Musiker
- Mark Webber (Rennfahrer) (* 1976), australischer Automobilrennfahrer
- Mark Webber (Schauspieler) (* 1980), amerikanischer Schauspieler und Filmschaffender
- Peggy Webber (* 1925), US-amerikanische Schauspielerin und Radioproduzentin
- Peter Webber (* 1968), britischer Filmregisseur
- Richard E. Webber (* um 1953), pensionierter Generalmajor der US Air Force
- Rob Webber (* 1986), englischer Rugby-Union-Spieler
- Robert Webber (1924–1989), US-amerikanischer Schauspieler
- Saskia Webber (* 1971), US-amerikanische Fußballspielerin
- Teresa Webber, britische Paläografin
- Tim Webber (Timothy Webber), britischer Filmtechniker
- Timothy Webber (Schauspieler), US-amerikanischer Schauspieler
- William Lloyd Webber (1914–1982), britischer Komponist